# Dave Matthews
Dave Matthews (født 9. januar 1967) er en amerikansk singer-songwriter. Dave Matthews synger og spiller i bandet Dave Matthews Band som han grundlagde i 1991 i byen Charlottesville i Virginia.
Dave var bartender på den lokale Bar "Miller's" hvor han blandt andet mødte Carter Beauford, Tim Reynolds og LeRoi Moore. Sammen med den unge Stefan Lessard og violinisten Boyd Tinsley startede de bandet, som hurtigt blev en succes blandt college-studerende. 
Dave er født og opvokset i Johannesburg, Sydafrika, men flyttede i en tidlig alder med sin familie til USA under apartheid. 
I 2003 udgav Dave soloalbummet Some Devil.